# Rio Casca
Rio Casca este un oraș în Minas Gerais (MG), Brazilia.